# Valtuille de Arriba
Valtuille de Arriba es una localidad del municipio leonés de Villafranca del Bierzo, en la Comunidad Autónoma de Castilla y León. Tiene una población de 82 habitantes (INE 2021).
La iglesia está dedicada a La Asunción.

## Localidades limítrofes
Confina con las siguientes localidades:
- Al norte con Pobladura de Somoza.
- Al noreste con San Clemente.
- Al este con Arborbuena.
- Al sureste con Pieros.
- Al sur con Valtuille de Abajo.
- Al suroeste con Villafranca del Bierzo.
- Al noroeste con Puente de Rey y Landoiro.

## Demografía
Evolución de la población
| Gráfica de evolución demográfica de Valtuille de Arriba entre 2000 y 2021 |
|                                                                           |
| Población de derecho (2000-2017) según el padrón municipal del INE        |

## Historia
Así se describe a Valtuille de Arriba en el tomo XV del Diccionario geográfico-estadístico-histórico de España y sus posesiones de Ultramar, obra impulsada por Pascual Madoz a mediados del siglo XIX:

Lugar en la provincia de León (19 leguas), partido judicial y ayuntamiento de Villafranca del Bierzo (3/4), diócesis de Astorga (12), audiencia territorial y capitanía general de Valladolid (35). Situado en un llano; su clima es templado; sus enfermedades más comunes fiebres catarrales y alguna pulmonía. Tiene 71 casas; escuela de primeras letras por 4 meses, dotada con 200 reales, a que asisten 20 niños; iglesia parroquial (Nuestra Señora de la Asunción) servida por un cura de ascenso y provisión en concurso; una ermita (la Santa Cruz) y 2 fuentes de medianas aguas. Confina con Paradiña, Villabuena, Pieros, Valtuille de Abajo y Villafranca. El terreno es de buena y mediana calidad; por él corren las aguas del arroyo Val de Solao. Hay arbolado de robles y castañas, matas bajas y prados naturales. Caminos: dirigen a los pueblos limítrofes; recibe la correspondencia en Villafranca cada interesado de por sí. Producciones: granos, lino, vino, legumbres, hortaliza, mucha fruta, sobre todo peras llamadas de pozo, patatas y pastos; cría ganados. Comercio: extracción de vino y fruta. Población: 59 vecinos, 289 almas. Contribución: con el ayuntamiento.
Diccionario geográfico-estadístico-histórico de España y sus posesiones de Ultramar